# John Pizzarelli
John Pizzarelli, Jr. (6 de Abril de 1960) é um guitarrista, vocalista e compositor norte-americano de jazz nascido em Paterson, Nova Jersey. Ele é casado com a cantora Jessica Molaskey e é filho de Bucky Pizzarelli, lendário guitarrista de jazz.

## Ligações com o Brasil
As influências da música brasileira, principalmente da bossa nova, são flagrantes no trabalho de John Pizzarelli. O artista já gravou dois álbuns inteiramente dedicados à música brasileira: Brazil (na verdade, um álbum de Rosemary Clooney em que ele toca e canta 4 canções), em 2000 e Bossa Nova,  em 2004.
O guitarrista já se apresentou mais de uma dezena de vezes em várias capitais brasileiras (São Paulo, Rio de Janeiro, Belo Horizonte, Brasília, Curitiba e Porto Alegre entre elas) e foi entrevistado em diversos programas da televisão brasileira, entre eles Metrópoles da TV Cultura e Programa do Jô da TV Globo. John Pizzarelli homenageou Jô Soares dando o nome de Soares’ Samba a uma de suas composições do álbum Bossa Nova.
O artista teria tido seu primeiro contato com a música brasileira, em 1981, ao ouvir no rádio de seu carro a canção Besame Mucho interpretada por João Gilberto. A forma de tocar de Gilberto o teria impressionado tanto que ele teria comprado o LP Amoroso/Brasil e aprendido a tocar todas as canções nele contidas.
Em 2001, a versão de John Pizzarelli para a canção Dream de Johnny Mercer foi incluída na  trilha sonora da novela As Filhas da Mãe da Rede Globo.

## Discografia seletiva

### Álbuns de John Pizzarelli
| Lançamento | Álbum                                   | Observações            | Selo           |
| ---------- | --------------------------------------- | ---------------------- | -------------- |
| 2008       | "With a Song in My Heart"               | -                      | Telarc Records |
| 2006       | "Dear Mr. Sinatra"                      | -                      | Telarc Records |
| 2005       | "Knowing You"                           | -                      | Telarc Records |
| 2004       | "Bossa Nova"                            | -                      | Telarc Records |
| 2003       | "Live at Birdland"                      | -                      | Telarc Records |
| 2002       | "The Rare Delight of You"               | com George Shearing    | Telarc Records |
| 2000       | "Let There Be Love"                     | -                      | Telarc Records |
| 2000       | "Two Family House"                      | trilha sonora do filme | RCA Records    |
| 2000       | "Brazil"                                | com Rosemary Clooney   | Concord Jazz   |
| 2000       | "Kisses in the Rain"                    | -                      | Telarc Records |
| 1999       | "P.S. Mr. Cole"                         | -                      | RCA Records    |
| 1998       | "Meets The Beatles"                     | -                      | RCA Records    |
| 1997       | "Our Love Is Here to Stay"              | -                      | RCA Records    |
| 1996       | "Let's Share Christmas"                 | -                      | RCA Records    |
| 1996       | "After Hours"                           | -                      | Novus Records  |
| 1994       | "New Standards"                         | -                      | Novus Records  |
| 1994       | "Dear Mr. Cole"                         | -                      | Novus/RCA      |
| 1993       | "Naturally"                             | -                      | Novus Records  |
| 1992       | "All Of Me"                             | -                      | Novus Records  |
| 1990       | "My Blue Heaven"                        | -                      | Chesky Records |
| 1988       | "One Night With You"                    | -                      | Chesky Records |
| 1987       | "Sing! Sing! Sing!"                     | -                      | P-Vine Records |
| 1985       | "Hit That Jive Jack!"                   | -                      | Stash Records  |
| 1983       | "I'm Hip - Please Don't Tell My Father" | -                      | Stash Records  |

### Álbuns de John & Bucky Pizarelli
| Lançamento | Álbum                                   | Observações          | Selo              |
| ---------- | --------------------------------------- | -------------------- | ----------------- |
| 2007       | "Generations"                           | -                    | Arbors Records    |
| 2006       | "The Best of Bucky and John Pizzarelli" | -                    | LRC Ltd.          |
| 2006       | "Around the World in 80 Years"          | -                    | Victoria Records  |
| 2003       | "Legends"                               | com Skitch Henderson | Arbors Records    |
| 2001       | "Twogether"                             | -                    | Victrola Records  |
| 2001       | "Passionate Guitars"                    | -                    | LRC Ltd.          |
| 1999       | "Passion Guitars"                       | -                    | Groove Jams       |
| 1999       | "Contrasts"                             | -                    | Arbors Records    |
| 1996       | "Solos and Duets"                       | -                    | Jazz Classics     |
| 1996       | "Live at the Vineyard Theatre"          | -                    | Challenge Records |
| 1995       | "Nirvana"                               | -                    | Delta Records     |

### Com Jessica Molaskey
| Lançamento | Álbum              | Observações | Selo          |
| ---------- | ------------------ | ----------- | ------------- |
| 2007       | "Sitting In Limbo" | -           | P.S. Classics |
| 2004       | "Make Believe"     | -           | P.S. Classics |
| 2003       | "A Good Day"       | -           | P.S. Classics |
| 2002       | "Pentimento"       | -           | Image Records |